# Río Rosario
Der Río Rosario ist ein auf dem Gebiet des Departamento Colonia im Süden Uruguays gelegener Fluss.
Der linksseitige Nebenfluss des Río de la Plata, in den er nach ca. 80 km langem Nord-Süd-Verlauf mündet, entspringt in der Cuchilla Grande Inferior nahe der Grenze zu den Departamentos San José, Flores und Soriano einige Kilometer südöstlich von Florencio Sánchez. Von dort fließt er zunächst in südliche, im Mittelabschnitt dann in südwestliche und im Unterlauf wieder in südliche Richtung. Dabei passiert er in einigen Kilometern westlicher Entfernung Cufré und tangiert die Stadt Nueva Helvecia in deren Norden. Sodann bahnt er sich seinen Weg zwischen den westlich bzw. östlich gelegenen Rosario und La Paz. Er mündet schließlich als linksseitiger Nebenfluss westlich von Blanca Arena bzw. östlich von Juan Lacaze in den Río de la Plata. Die Größe seines Einzugsgebiets beträgt 1.745 km². Sein wichtigster Zufluss ist der Arroyo Colla.

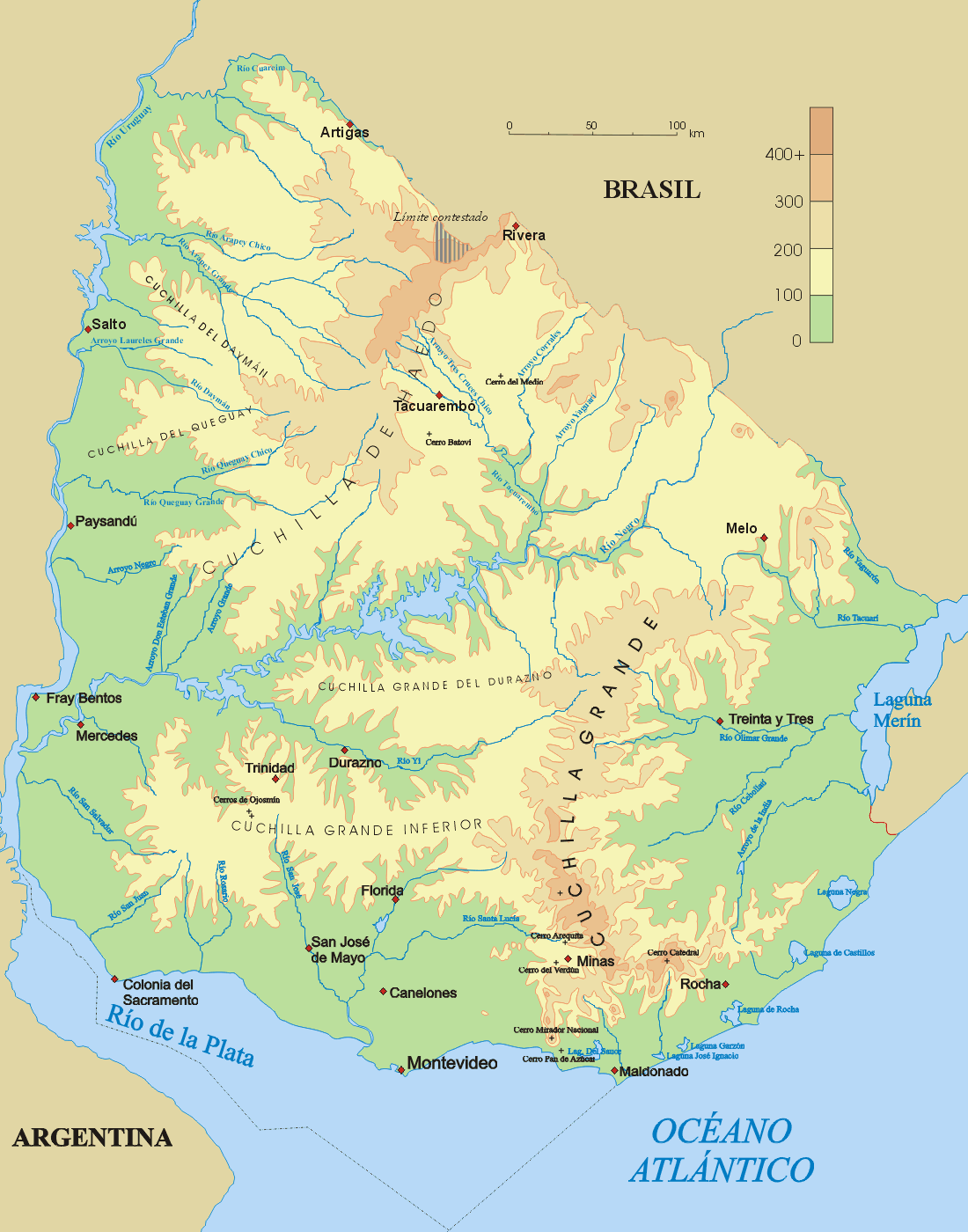
Karte mit Verlauf des Flusses